# Steen Hasselriis
Steen Hasselriis  (født 24. november 1947 i Værløse) er tidligere borgmester i Halsnæs Kommune, valgt for Venstre.
Hasselriis er uddannet civilingeniør. Han var borgmester i perioden 2014-2017.